# Spineshank
A banda de nu metal Spineshank foi formada em fevereiro de 1996 na cidade de Los Angeles, Estados Unidos.
Em 1998 assinaram com a gravadora Roadrunner e lançaram o álbum Strictly Diesel. Em 2000 foi lançado o segundo trabalho The Height of Callousness e em 2003 o álbum Self-destruction Pattern. Em 2012, após um longo hiato lançaram o álbum Anger Denial Acceptance.
Já tocaram com as bandas: Coal Chamber, Snot, System of a Down, Soulfly, Sepultura, Fear Factory, Danzig, entre outros.

## Membros

### Atualmente
- Jonny Santos - vocal
- Mike Sarkisyan - guitarra
- Robert Garcia - baixo
- Tommy Decker - bateria

### Ex-membros
- Brandon Espinoza[2]

## Discografia

### Álbuns de estúdio
- Strictly Diesel (1998)
- The Height of Callousness (2000)
- Self-Destructive Pattern (2003)
- Anger Denial Acceptance (2012)

### Compilações
- Rare & Demos (2006)
- The Best of Spineshank (2008)